# Ojos de perro azul
Ojos de perro azul es un libro de 1972 que reúne catorce cuentos del escritor colombiano Gabriel García Márquez publicados primero entre 1947 y 1955 en el periódico El Espectador.

## Cuentos
1. La tercera resignación  (1947)
2. Eva está dentro de su gato (1947)
3. Tubal-Caín forja una estrella (1948)
4. La otra costilla de la muerte (1948)
5. Diálogo del espejo (1949)
6. Amargura para tres sonámbulos (1949)
7. De cómo Natanael hace una visita (1950)
8. Ojos de perro azul (1950)
9. La mujer que llegaba a las seis (1950)
10. La noche de los alcaravanes (1950)
11. Alguien desordena estas rosas (1950)
12. Nabo, el negro que hizo esperar a los ángeles (1951)
13. Un hombre viene bajo la lluvia (1954)
14. Monólogo de Isabel viendo llover en Macondo (1955)